# New Stuyahok
New Stuyahok – miasto w Stanach Zjednoczonych, w stanie Alaska, w okręgu Dillingham. W mieście znajduje się Port lotniczy New Stuyahok.